# Джекі Шрофф
Джекі Шрофф (*जैकी श्रॉफ, 1 лютого 1957 ) — індійський актор та продюсер Боллівуду. Знявся у більші ніж 200 фільмах мовами гінді, бенгалі, малаялам, тамілі, телугу, орія, каннада, пенджабі, конкані. Має прізвисько «Джагу Дадда», тобто Рятівник.

## Життєпис
Справжнє ім'я Джайкішан Какубхаї Шрофф. Народився у незаможній родині. Син Какубхаї Шроффа, відомого астролога (гуджарата за національністю), та Рити Ґурінніси, домогоспордарки (уйгурки з Казахстану). Народився у 1957 році в містечку Латур (на той час провінція Бомбея, натепер штат Махараштра). За спогадами самого актора, батько передрік йому долю відомого актора. В дитинстві втратив старшого брата, якого не зміг врятувати. Тому вирішив стати рятівником для інших. звідси його прізвисько Джагу Дадда.
Спочатку збирався стати шеф-кухарем у ресторані «Тадж». Незважаючи на хист до куховарства, не мав необхідної освіти, тому не отримав цієї роботи. Також внаслідок відсутності необхідності класифікації не зміг поступити на посаду бортпровідника в авіакомпанію «Ейр Індія». У 1973 році познайомився в автобусі з майбутньою дружиною — 13 річною школяркою Айешою, представницею заможної індо-бельгійської родини Датт-де Кавей, яка згодом відбила Шроффа у його нареченої (та деякий час перебувала в США). Невдовзі став працювати моделлю (після того, як його на зупинці зустрів представник рекламного агентства). Тоді ж отримав сценічне псевдо «Джекі».
У 1978 році він вперше знявся у невеличкій ролі в кінострічці «Вдаваний святий». Втім відомість отримав після головній ролі у картині «Герой» (інший варіант назви «Заручниця») 1983 року. На дяку режисеру Субхашу Гхаї за отриманий шанс в подальшому Шрофф працював з ним за будь-яких умов та у будь-якій ролі. У 1980-х роках активно знімається в Боллівуді, часто в співпраці з актором Анілом Капуром. У 1987 році оженився на Айеши. 1990 року отримав свою першу нагороду кращого актора від боллівудської кінопремії Filmfare Awards — за роль у фільмі «Parinda» («Брати»).
Після цього здобув успіх у фільмах «Рам і Лакхан», «100 днів», «Любовний трикутник», «Khalnayak» («Злодій»), «Торговець». З кінця 1990-х років став грати характерні ролі злодіїв. Водночас разом з дружиною створив власну кінокомпанію Jackie Shroff Entertainment Limited. У 1995 та 1996 роках здобував нагороду кращого актора другого плану від Filmfare Awards за ролі у фільмах «1942: історія кохання» та «Rangeela». Ще 3 рази у 1997, 2002, 2003 роках номінувався на цю премію, проте перемоги не здобув.
З середини 2000-х років з огляду на появу нових молодих акторів в Боллівуді Джекі Шрофф починає зніматися в іншомовних фільмах на кіностідях південної Індії. У 2005 році вперше знявся у стрічці мовою бенгалі — «Antarmahal», 2006 року — мовою телугу («Astram»), 2007 року мовами малаялам та каннада («Athisayan» і «Догляд за тротуаром» відповідно), 2009 року — мовою маратхі («Рита»). У 2010 році нетривалий час був ведучим шоу «Індійські зірки магії». Продовжує зніматися у фільмах в ролях другого плану. 2011 року вперше знявся у фільмі мовою пенджабі — «Мумія Пенджабу», мовою тамілі — «Aaranya Kaandam», 2013 року — мовою орія («Daha Balunga»). у 2017 році вперше знявся у фільмі мовою конкані — «Soul Curry».

## Родина
Дружина — Айеша Датт, кінопродюсер
Діти:
- Джайхемент «Тайгер» (нар. 1990), актор
- Крішна (нар. 1993), асистент режисера

## Скандали
В одному зі своїх інтерв'ю Джекі Шрофф відверто зізнався, що зраджував Айеши (останню деякий час підозрювали у зв'язках з Санділ Кханом, продюсером). Шроффа навіть звинувачували в згвалтуванні, проте ця справа не отримала розвитку.

## Фільмографія
| Рік  |   | Українська назва           | Оригінальна назва              | Роль                        |
| ---- | - | -------------------------- | ------------------------------ | --------------------------- |
| 1982 | ф | Вдаваний святий            | Swami Dada                     |                             |
| 1983 | ф | Герой                      | Hero                           | Джекі Дада / Джай Кишан     |
| 1984 | ф | Зв'язані однією таємницею  | Andar Baahar                   | Інспектор Раві              |
| 1984 | ф | Світ криміналу             | Yudh                           | Інспектор Вікрам            |
| 1985 | ф |                            | Shiva Ka Insaaf                | Шіва / Бхола                |
| 1985 | ф |                            | Jaanoo                         | Раві / Джаану               |
| 1986 | ф | Палаї Хан                  | англ. Palay Khan               | Палаї Хан                   |
| 1986 | ф | Карма                      | Karma                          | Байджу Хакур                |
| 1987 | ф | Якби                       | Kaash                          | Рітеш Ананд                 |
| 1989 | ф | Рам і Лакхан               | Ram Lakhan                     | Інспектор Рам Пратап Сінгх  |
| 1989 | ф | Брати                      | Parinda                        | Кішан                       |
| 1989 | ф | Троє розгніваних чоловіків | Tridev                         | Раві Матур                  |
| 1991 | ф | 100 днів                   | 100 Days                       | Рам Кумар                   |
| 1991 | ф | Торговець                  | Saudagar                       | Вішал                       |
| 1993 | ф |                            | King Uncle                     | Ашок Бансал                 |
| 1993 | ф | Злодій                     | Khalnayak                      | Інспектор Рам Кумар Сінха   |
| 1993 | ф | Любовний трикутник         | Aaina                          | Раві Саксена                |
| 1994 | ф | 1942: історія кохання      | 1942: A Love Story             | Шубшанкар                   |
| 1995 | ф | Три брата                  | Trimurti                       | Шакті Сінгх                 |
| 1995 | ф | Ніщо не зупинить любов     | Dushmani: A Violent Love Story | Джаї Сінгх                  |
| 1995 | ф | Веселун                    | Rangeela                       | Радж Камал                  |
| 1996 | ф | Вогонь-свідок              | Agni Sakshi                    | Сурадж Капур                |
| 1997 | ф | Граница                    | Border                         | Wing Commander Ананд Баджва |
| 1997 | ф | Невдаха коханець           | Aar Ya Paar                    | Шекхар Хосла                |
| 1998 | ф | Справжні цінності          | Bandhan                        | Хакур Сурадж Пратап         |
| 1999 | ф | Пуля                       | Kartoos                        | Джаї Суріяванші             |
| 1999 | ф | Ось і прийшла любов        | Hote Hote Pyar Ho Gaya         | Арджун                      |
| 2000 | ф | Місія Кашмір               | Mission Kashmir                | Хілал Кохістані             |
| 2000 | ф | Як би не закохатися        | Kahin Pyaar Na Ho Jaaye        | Тайгер                      |
| 2001 | ф | Несамовитий                | Farz                           | Ґава Фірозі                 |
| 2001 | ф |                            | One 2 Ka 4                     | Джавед Аббас                |
| 2001 | ф | Острів кохання             | Albela                         | Прем                        |
| 2001 | ф |                            | Yaadein                        | Радж Сінгх Пурі             |
| 2001 | ф | Втікачка                   | Lajja                          | Рагху                       |
| 2002 | ф | Девдас                     | Devdas                         | Чуннілал Бабу               |
| 2005 | ф | Сумна історія кохання      | Kyon Ki                        | лікар Суніл                 |
| 2006 | ф | Догляд за тротуаром        | Care of Footpath               | Головний міністр            |
| 2009 | ф | Вір                        | Veer                           | King of Madhavgarh          |
| 2011 | ф |                            | там. Aaranya Kaandam           | Сінгаперумал                |
| 2013 | ф |                            | Shootout at Wadala             | комісар поліції             |
| 2013 | ф | Байкери 3                  | Dhoom 3                        | Ікбал                       |
| 2014 | ф | Щасливого Нового року      | Happy New Year                 | Чаран Гровер                |
| 2015 | ф | Брати                      | Brothers                       | Герсон Фернандеш            |
| 2016 | ф | Повний будинок             | Housefull 3                    | Урджа Нагре                 |
| 2017 | ф |                            | Sarkar 3                       | Майкл Валлія                |